# Ilse Günther-Mayer

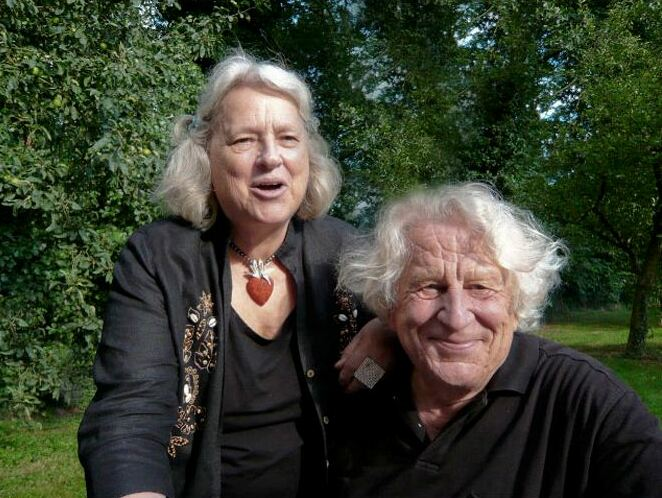
Ilse Günther-Mayer und ihr Mann, Fred Mayer

Ilse Günther-Mayer (* 1934 in Zürich; † 5. Oktober 2021) war eine der ersten Fotoreporterinnen der Schweiz und die erste Pressefotografin der damals neuen Filiale der internationalen Bildagentur Keystone am Seilergraben in Zürich. Sie realisierte Aufträge für diverse Zeitschriften und veröffentlichte mit ihrem Mann mehrere Bücher.

## Leben
Ilse Günther heiratete 1956 den Fotografen Fred Mayer. Ein Jahr später wurde ihre Tochter geboren, die heute Chefredakteurin einer Zeitschrift für Lebensmittel und Inneneinrichtung ist.

## Fotografische Arbeit
Ilse Günther absolvierte die Lehre als Fotografin bei Paul Scheidegger in Zürich und arbeitete danach rund drei Jahre als Pressefotografin bei Keystone Press. Sie arbeitete von 1954 bis 1956 bei der Agentur, danach machte sie sich selbständig. So war sie als freischaffende Fotografin für verschiedene Familien- und Frauenzeitschriften tätig, darunter «Die Frau», «Femina», «Annabelle» und die katholische Familienzeitung «SONNTAG». Die meisten ihrer Arbeiten sind Reportagen über Leute oder Modestrecken. Sie selbst kommentierte dies folgendermassen: "Als Frau konnte ich eigentlich nur für Frauenzeitschriften arbeiten, es war damals sehr schwer, an freiberufliche Aufträge ranzukommen und die Budgets waren eher klein." Mit ihren Fotografien mächtiger Staatsherren—Eisenhower, Anthony Eden, Bulganin und Faure in Genf—machte sie sich schliesslich auch einen Namen in der von Männern dominierten Fotografenszene.
Zusammen mit ihrem Mann publizierte sie 30 Bildbände, darunter u. a.:
- 1971: Chakkar: Polo around the World. City-Druck, Zürich.[8]
- 1974: Japanisches Theater. U.Bär Verlag, Zürich.
- 1983: Cognac Country. Quiller Press, London.
- 1984: Hier hat Gott gelebt. U. Bär Verlag, Zürich.
- 1987: Sechste Flotte. U. Bär Verlag, Zürich.
- 1988: Jerusalem in Time and Eternity. Seat, Mailand.
- 1989: Schwingen. Offizin Verlag, Zürich.
- 1992: Sibirien der wilde Osten. Scalo Verlag, Zürich.